# Chiesa di San Giuseppe dei Teatini
La chiesa di San Giuseppe dei Padri Teatini è un edificio di culto situato nel centro storico di Palermo. Il monumento occupa l'area delimitata a nord dalla strada del Cassaro (odierna via Vittorio Emanuele), a oriente delimitata da via Maqueda si affaccia su piazza Pretoria, a mezzogiorno è divisa da Vicolo D'Alessi dalla Casa dei Teatini, dal Convento dei Teatini e dall'Oratorio di San Giuseppe dei Falegnami. Costituisce il vertice del mandamento Palazzo Reale o Albergaria, ingloba la facciata sud di piazza Vigliena o dei Quattro Canti.

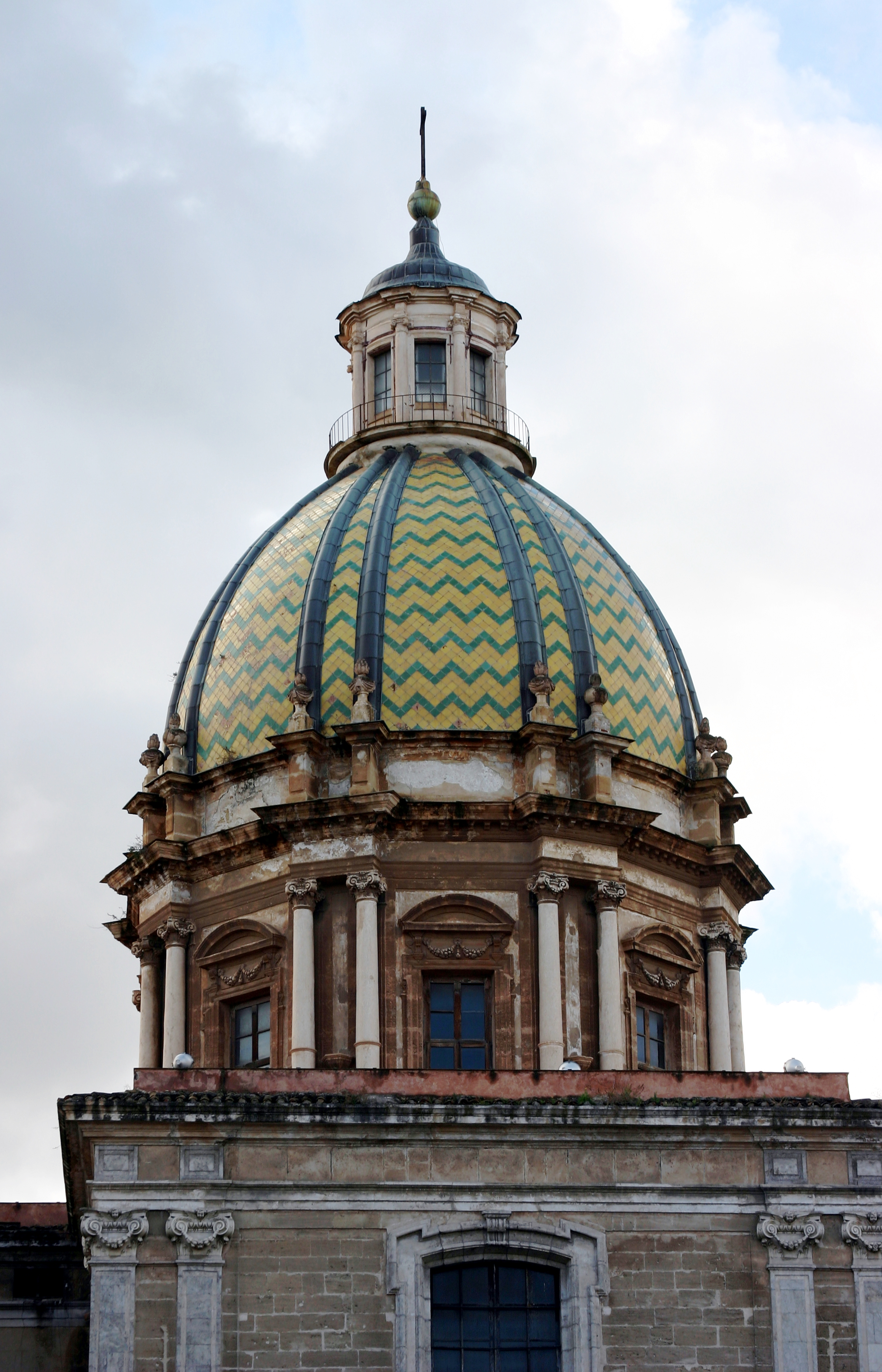
Cupola

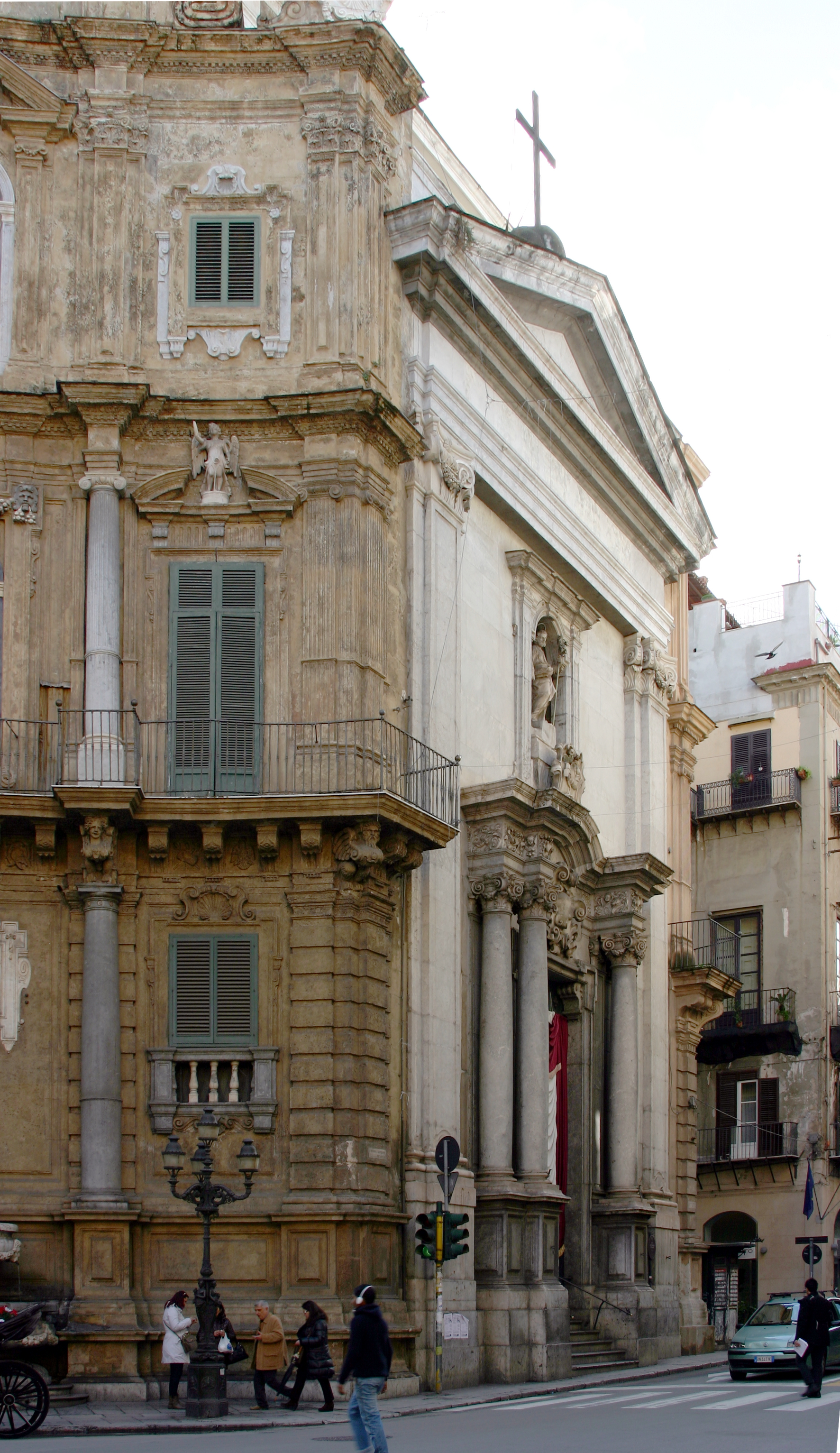
Facciata

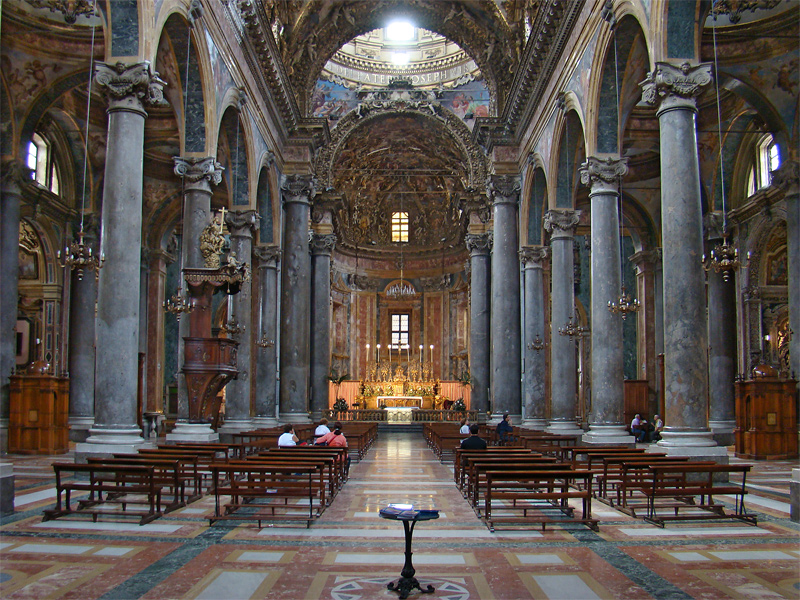
L'interno

## Storia

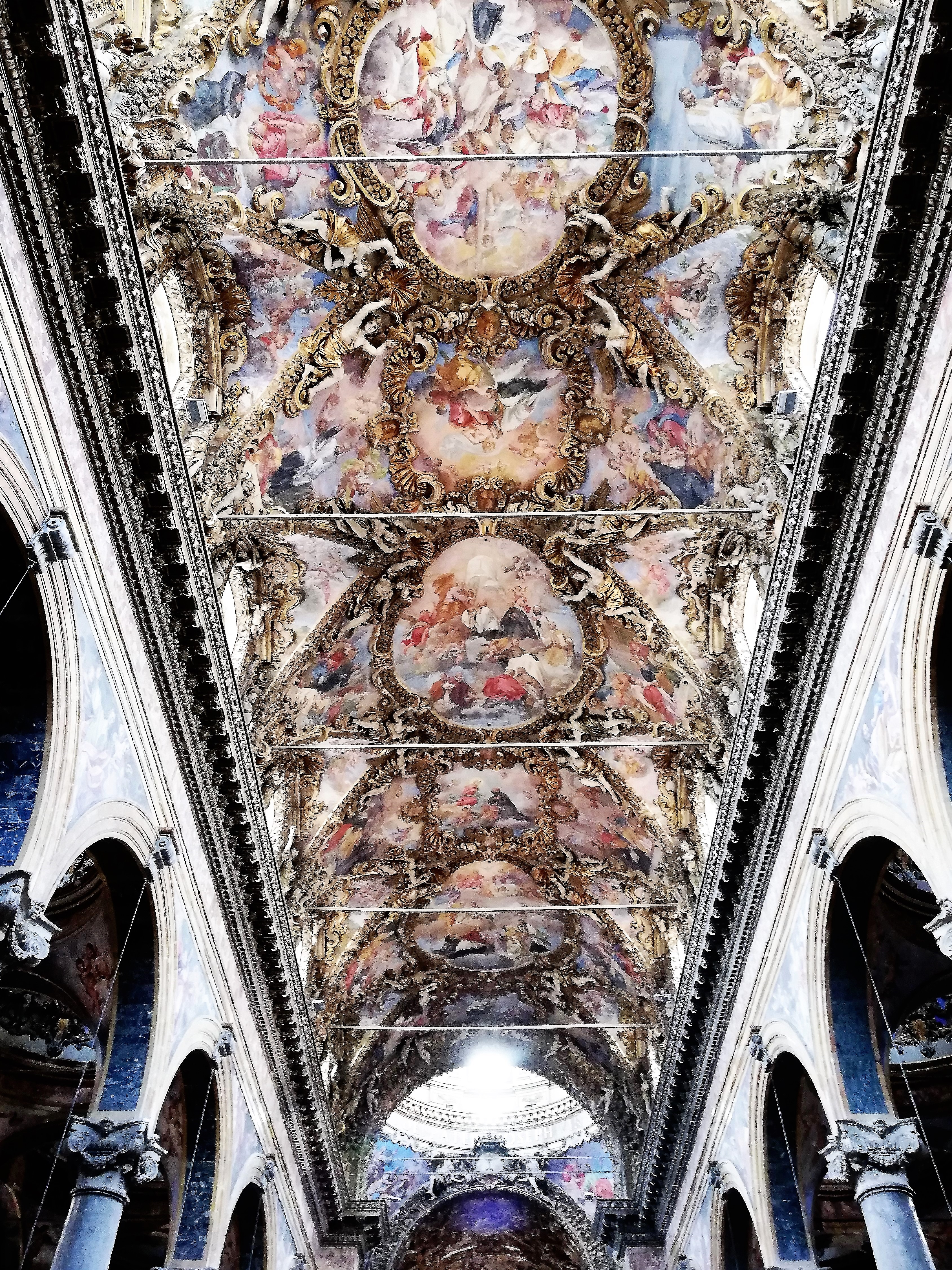
Vista dell'interno e della volta a botte della navata centrale, decorata con grandi stucchi dorati realizzati da Paolo Corso e da un ciclo affreschi, opera del messinese Filippo Tancredi, in cui è raffigurata L'Apoteosi di San Gaetano da Thiene e dell'Ordine Teatino. Sfortunatamente la volta centrale con i relativi affreschi è totalmente ricostruita, sulla base di reperti fotografici, dopo le devastazioni della Seconda guerra mondiale

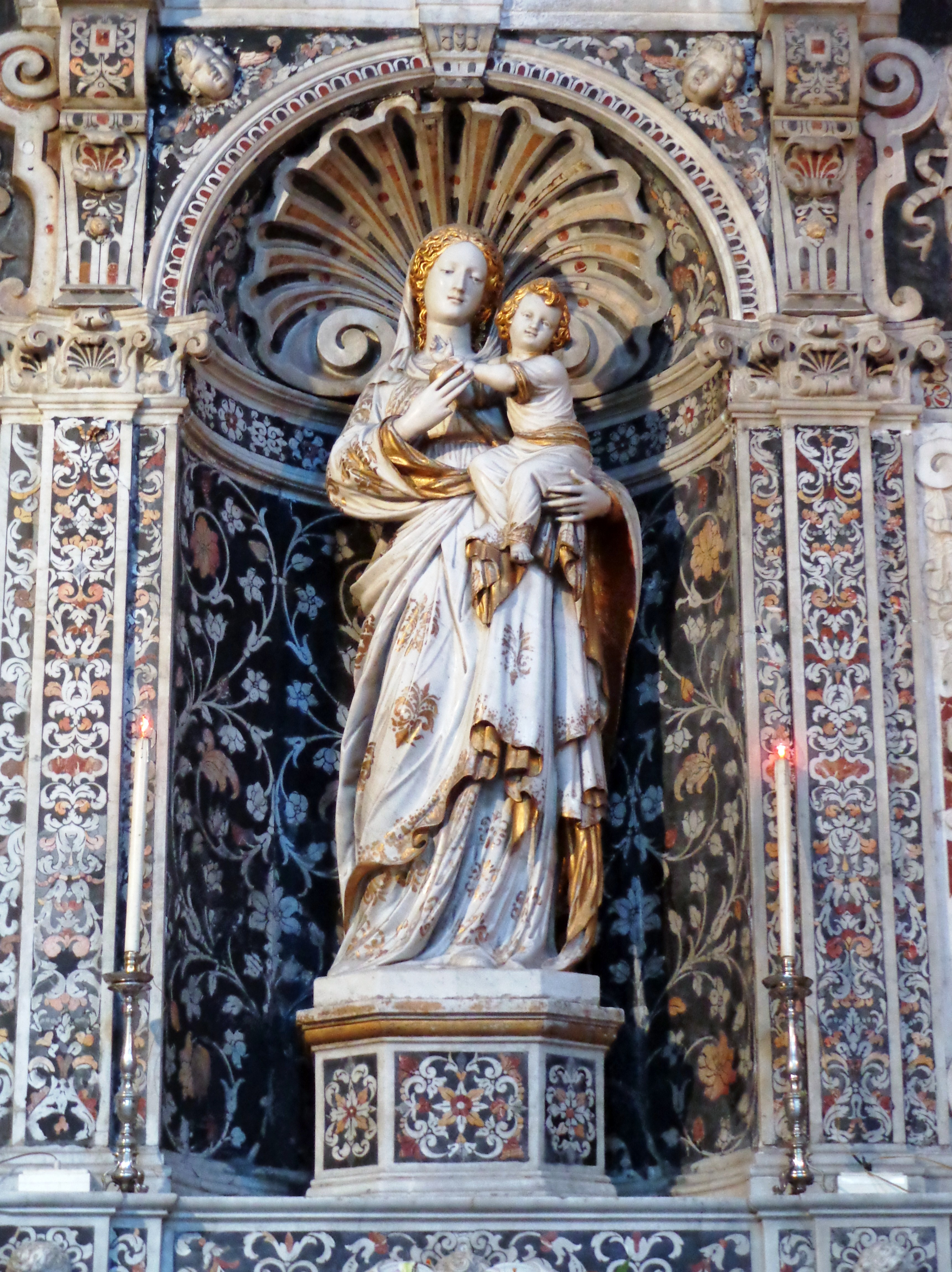
Statua della Madonna di Trapani di Antonello Gagini

### Epoca aragonese
- 1398: è documentata la chiesa di Sant'Elia a «Porta Giudaica».[6]

### Epoca spagnola
- 1557-1565: la corporazione dei falegnami per ordine del Viceré di Sicilia Juan de la Cerda 4º duca di Medinaceli, è costretta ad abbandonare la primitiva chiesa di San Giuseppe contigua al monastero di Montevergine. I falegnami ottengono la chiesa di Sant'Elia a «Porta Giudaica» con l'obbligo di non mutare il titolo.[7]
- XVI secolo: muta il nome del luogo di culto divenuto chiesa di San Giuseppe dei Falegnami.

I Padri Teatini giungono da Napoli per stabilirsi a Palermo intorno al 1600 su invito del Senato e dalla nobiltà palermitana. La loro prima sede è il convento adiacente alla chiesa di Santa Maria della Catena.
- 1602: i Teatini ottengono la chiesa di Santa Maria della Catena ma, non godono dei privilegi e delle rendite a essa assegnati.
- 1602: i religiosi ottengono la chiesa di San Giuseppe dei Falegnami dal ceto omonimo con l'impegno di costruire una cappella nella nuova chiesa, l'Oratorio di San Giuseppe dei Falegnami e festeggiare le ricorrenze annuali di San Giuseppe e di Sant'Elia, santi protettori titolari del luogo di culto.
- 1603: insediamento nella chiesa di San Giuseppe dei Falegnami.

La costruzione dell'edificio e delle pertinenze s'inserisce nel grande progetto urbanistico della città che prevede la realizzazione della principale arteria cittadina costituita dal taglio della via Maqueda, in onore del viceré Bernardino de Cárdenas y Portugal Duca di Maqueda, che interseca perpendicolarmente il primitivo Cassaro. Si assiste quindi alla demolizione di antiche strutture per l'edificazione di manufatti che costituiscono la quasi totalità dei tesori artistici che compongono attualmente il patrimonio storico e artistico di Palermo. Il laico teatino Giacomo Besio, savonese dell'Ordine Chierici Regolari Teatini e conosciuto a Genova come squisito scalpellino nella chiesa di San Siro, fu autore della sola sacrestia della chiesa palermitana e direttore dei lavori di costruzione fino al compimento.
- 1612: avvio, su stimolo del viceré Pedro Téllez-Girón, III duca di Osuna, dei lavori dell'attuale chiesa, con l'arcivescovo Giannettino Doria.[8] Architetto Pietro Caracciolo[9], Giacomo Besio autore della sacrestia.[10]
- 1632: inaugurazione presenti l'arcivescovo Giannettino Doria e il viceré Fernando Afán de Ribera y Enríquez, duca d'Alcalà.[11]
- 1645: perfezionamento di Piero Faxardo Zuniga y Requesens, marchese de Los Veles, e dei Padri dell'Ordine dei Teatini.
- 1677: consacrazione solenne da parte del vescovo Giuseppe Cicala.

### Epoca contemporanea
- 1943 1º marzo e 9 maggio 1943: bombardamenti di Palermo.
  - 1950-1954: gli affreschi della volta della navata centrale sono gravemente danneggiati durante le incursioni aeree e interamente rifatti insieme alla decorazione plastica. La volta centrale è totalmente ricostruita grazie all'apporto fotografico, così pure il pavimento.
- 2011: restauro promosso dal Ministero dell'Interno per la minaccia concreta di infiltrazioni dal tetto per la prevenzione di conseguenti danni alla volta e alle pareti.

## Esterno
(regola dell'Ordine Teatino)

### Prospetto settentrionale

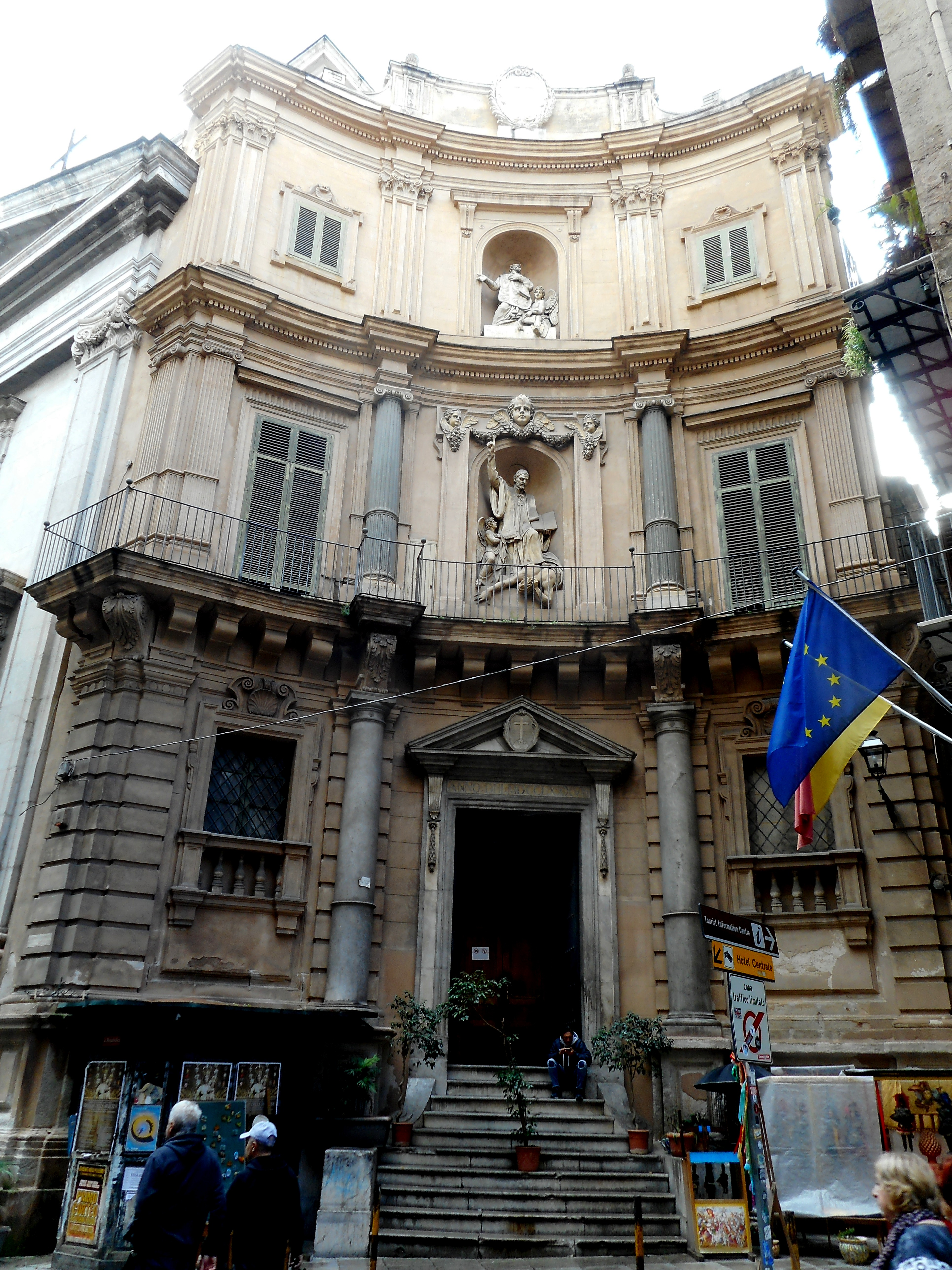
Il "Quinto Canto"

Il prospetto su via Vittorio Emanuele è costituito dall'ingresso principale e da due raccordi arcuati laterali: sulla sinistra è la facciata del cantone sud di piazza Vigliena, per simmetria sulla piazzetta San Giuseppe è realizzato il «quinto canto».
- ?, il «quinto canto» sulla destra è in stile barocco speculare all'altro dei Quattro Canti. Nel secondo ordine contornata da colonne ioniche, da ghirlande di fiori e teste alate di angeli, all'interno della nicchia è la statua di San Gaetano da Thiene. Al centro nel terzo ordine è collocata la statua di Sant'Elia.
- 1844, l'ingresso principale di recente realizzazione è in stile classico. Due paraste laterali con capitelli corinzi sorreggono un architrave sormontato da timpano triangolare. Il portone è delimitato da due coppie di colonne ioniche con capitelli corinzi disposte in prospettiva convessa sormontate da architrave dalle ricche modanature con arco centrale. Nel primo ordine, in una nicchia incassata tra lesene e architrave è collocata la statua di San Giuseppe opera di Baldassarre Pampillonia del 1738. Ai piedi della nicchia è posto lo stemma della corporazione dei Falegnami raffigurante l'ascia incoronata.

Controfacciata, sulla parete interna speculari e simmetriche sono incastonate ai lati del portale due "Acquasantiere sorrette da Angeli" opere di Ignazio Marabitti a sinistra e dell'allievo Federico Siracusa a destra. Su un piedistallo addossata alla parete destra la Madonna dell'Oreto, statua marmorea, opera di Domenico Gagini fine XV secolo. Il tutto è sormontato dalla cantoria e tre gruppi di canne di un monumentale organo.

### Prospetto orientale

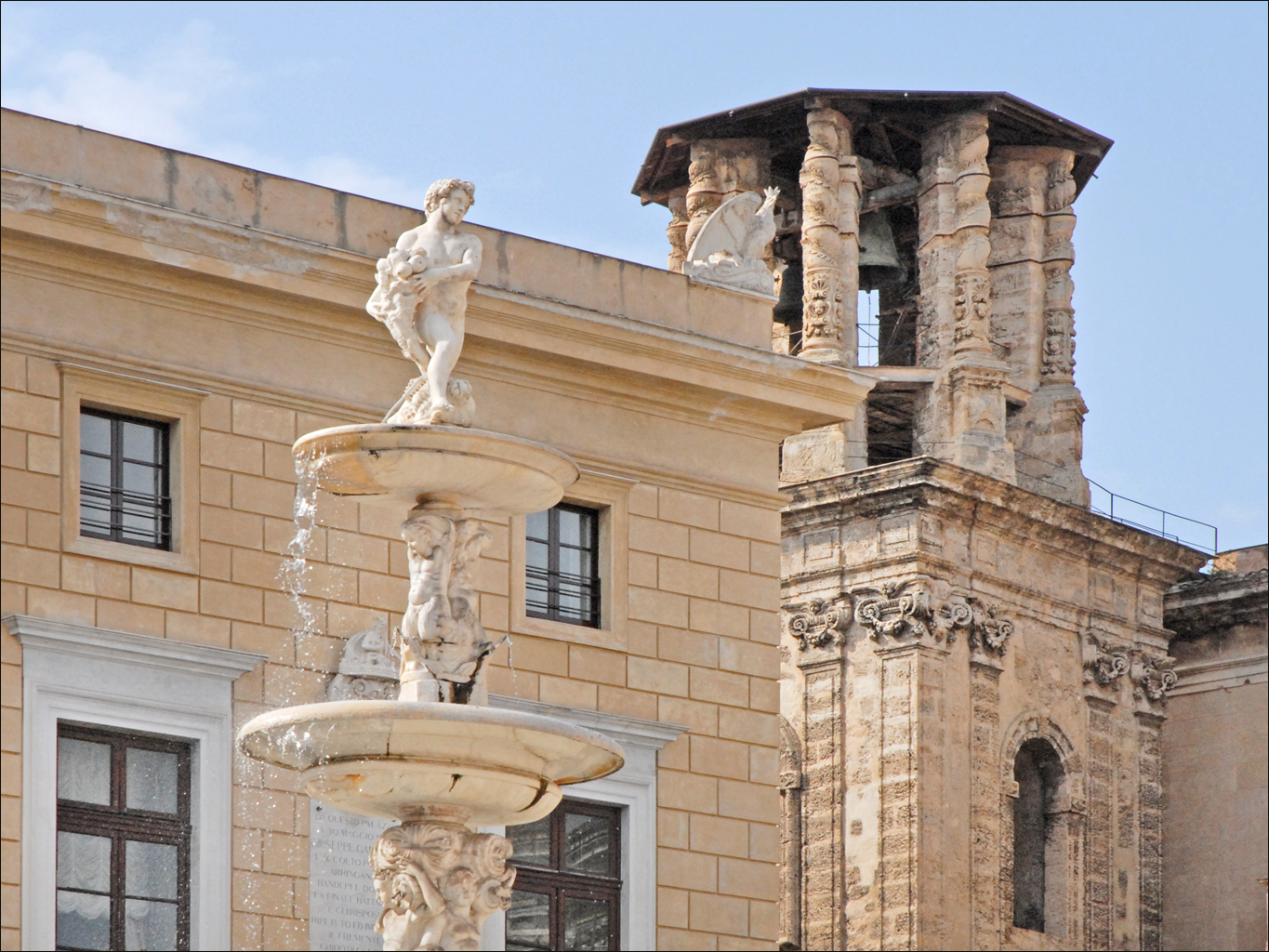
Campanile, Palazzo Senatorio e Fontana Pretoria

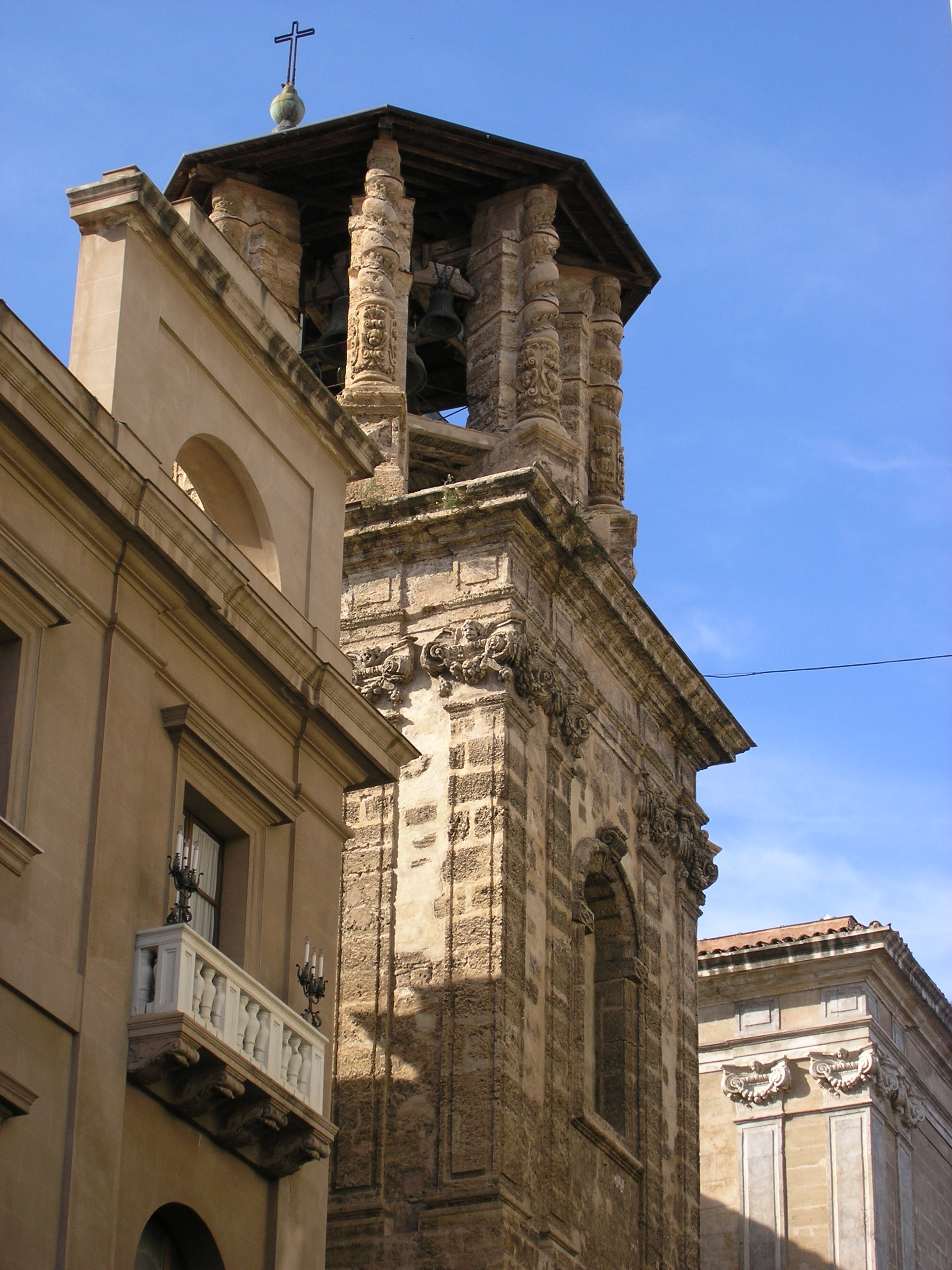
Campanile

Prospetto laterale su via Maqueda è caratterizzato da altissime lesene sormontate da contrafforti con archi rampanti. Sul tetto ogni campata inscrive una cupola con lanternino e un doppio livello di balaustre a colonnine. Il portale barocco reca inciso su un capitello l'anno 1632. Finestroni con grate per l'illuminazione della chiesa ipogea.

### Campanile
Chiude il prospetto orientale il caratteristico campanile semplice e scenografico. Incompleto per via del ridotto sviluppo in altezza, consta di una cella campanaria aperta con sviluppo ottagonale, che appena supera il secondo ordine, e di una copertura lignea. Ogni pilastro al vertice della struttura è accompagnato da una colonna tortile in pietra viva con ricco basamento arricchito da fregi, putti e conchiglie. Un festone di foglia d'acanto impreziosisce lo sviluppo elicoidale.

## Interno

### Volta
L'impianto dell'edificio è a croce latina alata, cupola con lanterna e cappelle nelle navate laterali. L'aula è suddivisa da colonne con capitelli corinzi sostenenti dodici archi, nei pennacchi sono presenti affreschi raffiguranti i dodici apostoli, opera del palermitano Antonio Manno del 1799.
Sulla cornice della navata centrale poggia la volta a botte tutta ornata di grandi stucchi dorati di Paolo Corso su disegni di Giacomo Amato e di affreschi del messinese Filippo Tancredi del 1693 raffiguranti L'Apoteosi di San Gaetano da Thiene e dell'Ordine Teatino e il Ciclo di episodi della vita del santo. Il tetto, la volta centrale, gli affreschi sono totalmente ricostruiti, su scorta di fotografie, dopo gli ultimi eventi bellici.
Nei peducci della volta, le figure degli apostoli sono di Antonio Manno e Giuseppe Velasco. Del primo artista i Dottori della Chiesa nelle vele del coro.
- La cupola è opera di Giuseppe Mariani da Pistoia. L'esterno è interamente maiolicato, il tamburo e costituito da colonne binate alternate a larghi finestroni. L'affresco interno cupola opera di Guglielmo Borremans raffigura La caduta degli angeli ribelli del 1724. Nei pennacchi sono riconoscibili attraverso i simboli iconografici gli evangelisti attribuiti a Antonio Manno o Vincenzo Manno.
- Pergamo in noce scolpito. Pulpito in legno di noce intarsiato e decorato con figure dorate del XVIII secolo.

Le 34 colonne sono prevalentemente tratte da un unico blocco di marmo grigio proveniente dalle cave del palermitano Monte Billiemi. Durante il trasporto si verificò la rottura di una delle enormi colonne monolitiche, è per questo motivo che la «via Colonna Rotta» assunse questo nome. I capitelli sono in stile corinzio e le basi sono di marmo bianco.

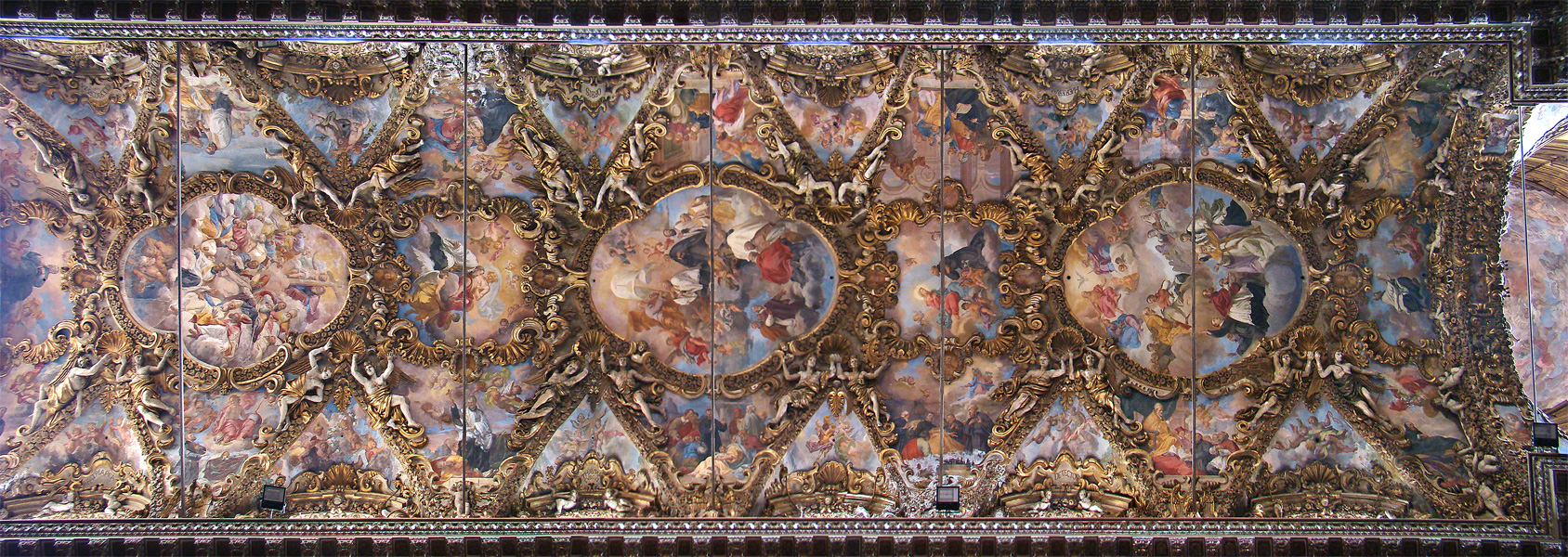
La volta. Gli affreschi sono opera di un pittore messinese, Filippo Tancredi.

### Opere
- XIX secolo, Madonna della Catena, dipinto, opera di Giuseppe Patania documentata nella terza cappella della navata sinistra.[5]
- ?, Sant'Anna, Vergine e bambino, dipinto, opera documentata nella terza cappella della navata destra.[5]

### Navata destra
- Prima campata.
- Seconda campata. Cappella della Madonna della Purità.[13] Apparato decorativo realizzato nel 1681.
- Terza campata: lavori di restauro.
- Quarta campata: lavori di restauro.
- Quinta campata: Cappella della Madonna di Trapani. Nella nicchia sull'altare è collocata la statua raffigurante la Madonna di Trapani opera di Antonello Gagini.
- Sesta campata: varco laterale destro.

### Navata sinistra
- Prima campata.
- Seconda campata.
- Terza campata: Cappella della Madonna del Rosario.
- Quarta campata: Cappella della Madonna della Divina Provvidenza.
  - Pulpito
- Quinta campata: Cappella di San Giuseppe Maria Tomasi. Sull'altare il dipinto raffigurante la Madonna con Bambino ed ai suoi piedi il teatino San Giuseppe Maria Tomasi.
- Sesta campata: varco laterale sinistro su via Maqueda.

### Transetto

#### Absidiola destra
- Cappella del Crocifisso: due colonne ioniche con capitelli corinzi sostengono un architrave sormontata da timpano a semiarco spezzato e simmetrico con stemma intermedio. Nella sopraelevazione è incassato un prezioso reliquiario sul quale troneggia un Crocifisso seicentesco attribuito a frate Umile da Petralia.[5] Alle pareti le due tele raffigurano Cristo alla colonna e Cristo e la Veronica del XVII secolo, gli affreschi sulla volta riprendono altre Scene della Passione e tela di Santa Rosalia. Titolari del patrocinio della cappella appartenente alla famiglia Marziani.

#### Parete destra transetto

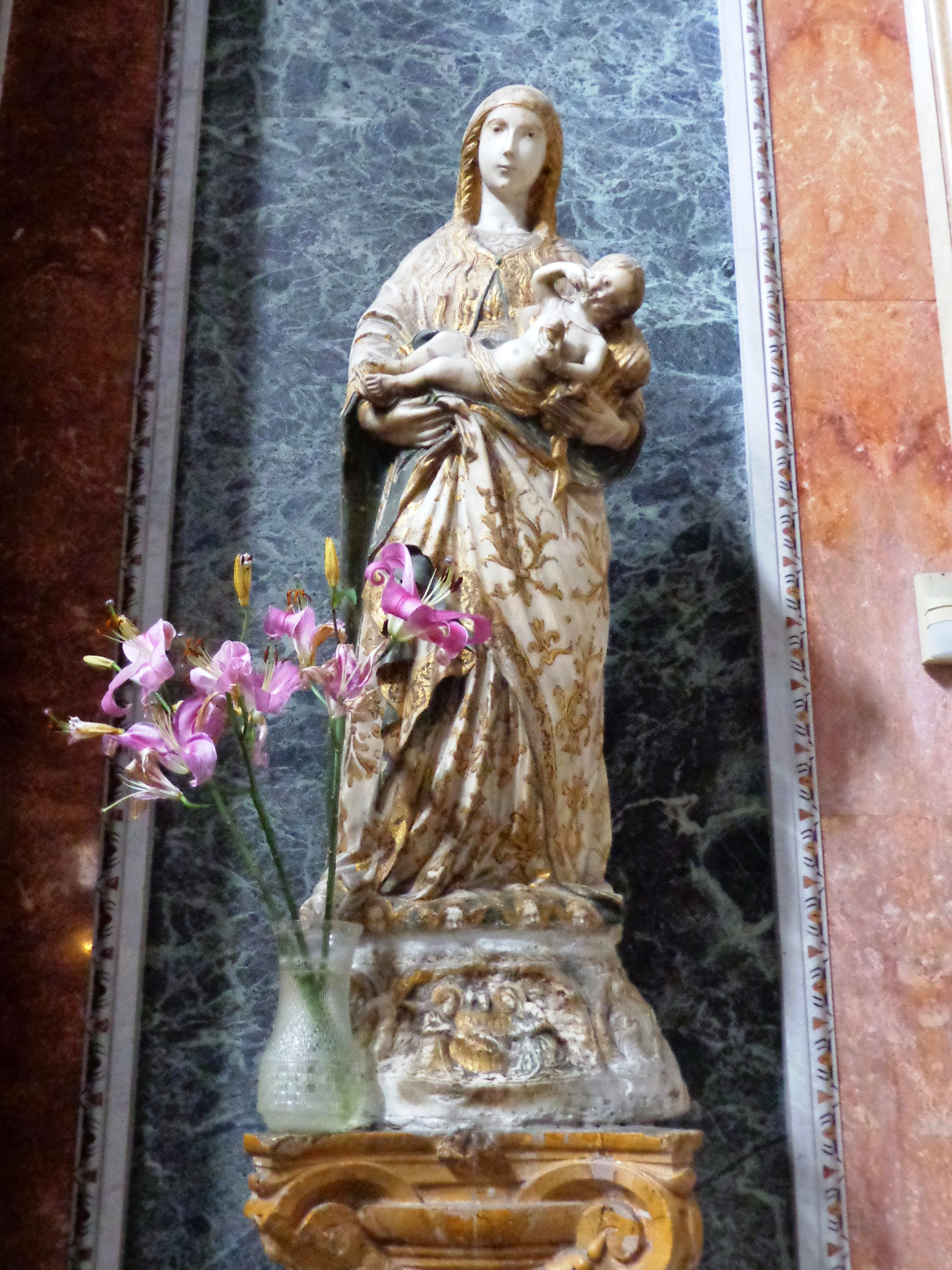
Statua della Vergine con Bambino di Domenico Gagini

- Cappella di Sant'Andrea Avellino: Sant'Andrea Avellino è un religioso italiano dell'Ordine dei Chierici Regolari Teatini. Coppie di colonne ioniche con capitelli corinzi per lato sostengono un elaborato architrave sormontato da timpano a triangolo con decorazione interna a stucchi. La mensa policroma in basso reca il paliotto marmoreo in bassorilievo raffigurante Sant'Andrea d'Avellino inginocchiato innanzi alla Santa Vergine di Federico Siracusa del 1800, nella sopraelevazione è inserito il quadro di Sebastiano Conca Morte di Sant'Andrea d'Avellino del 1736.[5][14] Nella predella è collocato il bassorilievo con Putti musicanti di Ignazio Marabitti degli ultimi decenni del Settecento, copia del rilievo del fiammingo François Duquesnoy collocato nella Chiesa dei Santissimi Apostoli di Napoli.

#### Absidiola sinistra
- Cappella di San Giuseppe: altare di San Giuseppe posto sul fianco sinistro del presbiterio concesso come segno di gratitudine alle maestranze dei Falegnami. All'interno della nicchia la cinquecentesca statua lignea di San Giuseppe rivestita di lamina dorata fra figure di profeti. Sulle pareti laterali sono presenti due altorilievi marmorei con episodi della vita del Patriarca. A sinistra il Sogno di Giuseppe altorilievo di Filippo Pennino, a destra la Sacra Famiglia, nella scena San Giuseppe esercita il mestiere di falegname, Maria cuce, Gesù gioca con una croce. Affreschi Sacra Famiglia e Angelo e Il Santo morente.

#### Parete sinistra transetto

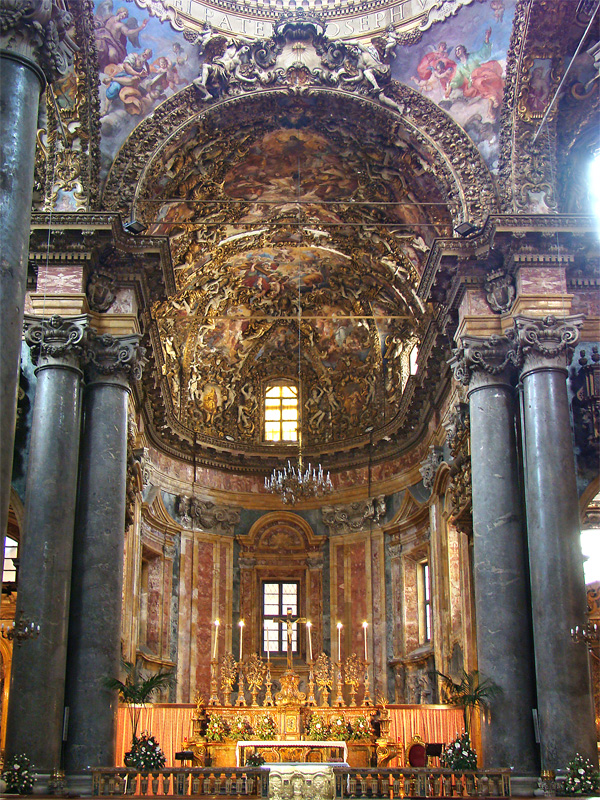
Abside e altare maggiore

- Cappella di San Gaetano di Thiene: spettacolare macchina barocca costituita da quattro poderose colonne in marmo rosso realizzata da Gaspare Guercio nel 1668. Le coppie di colonne ioniche con capitelli corinzi per lato sostengono una elaborata architrave sormontata da timpano ad arco spezzato con pomposa stele intermedia a baldacchino intarsiata d'agata, marmi e pietre dure. La ricca mensa d'intarsi policromi in basso reca all'interno della sopraelevazione la tela del famoso pittore monrealese Pietro Novelli raffigurante "San Gaetano assunto in cielo".[5][14] Un busto del santo in teca in vetro è collocato sulla mensa. In alto un quadrone a fresco raffigura Sant'Elia dormiente. Ambiente patrocinio delle famiglie Ventimiglia e Corvino.

Nell'ala sinistra del transetto una teca murale custodisce il Bambinello Gesù con la mano destra nell'atto di benedire e la sinistra che regge il globo crucigero. In una teca è esposto il gruppo scultoreo in terracotta raffigurante San Giuseppe morente assistito da Gesù e Maria.

#### Altare maggiore
Il basamento dell'altare maggiore è sollevato dal pavimento per cinque gradini, è in marmo nero e porta incastonate preziose pietre dure e ornamenti in bronzo. Dello stesso materiale i candelabri, i vasi posti lateralmente su mensole sorrette da volute e il prezioso paliotto incastonato sotto la mensa. Il Crocifisso è in avorio, la croce in agata e bronzo.
L'altare versus populum reca il fastoso paliotto argenteo lavorato a sbalzo proveniente dall'altare della ipogea chiesa della Madonna della Provvidenza.
Il presbiterio è ricco di stucchi e pitture di Filippo Tancredi. Gli affreschi dell'abside sono opera del trapanese Andrea Carrera e Giacinto Calandrucci contornati da scenografiche cornici in stucco di Domenico Castelli. Una fitta trama di affreschi e stucchi ricopre ogni parte della volta, al centro campeggia Il trionfo dei Santi e dei Beati dell'Ordine Teatino. Il patronato dell'abside appartiene alle famiglie Gaetani e Mastrantonio.
- XVII secolo, "Ciclo", affreschi dell'abside di Andrea Carrera con la collaborazione di Giacinto Calandrucci. Alle pareti laterali due maestose cantorie dai fastosi intagli dorati di stile barocco.

### Cripta
All'interno è presente una cripta con una falda acquifera, la cripta è accessibile, ma è diffusa la credenza che la sua acqua sia miracolosa. Tale acqua oggi è stata incanalata in una fontanella, accessibile dalla navata destra.
- Andrea Carrera pittore trapanese è sepolto nella chiesa.

## Altri edifici

### Chiesa di Sant'Elia
- Chiesa di Sant'Elia a «Porta Giudaica».[16]

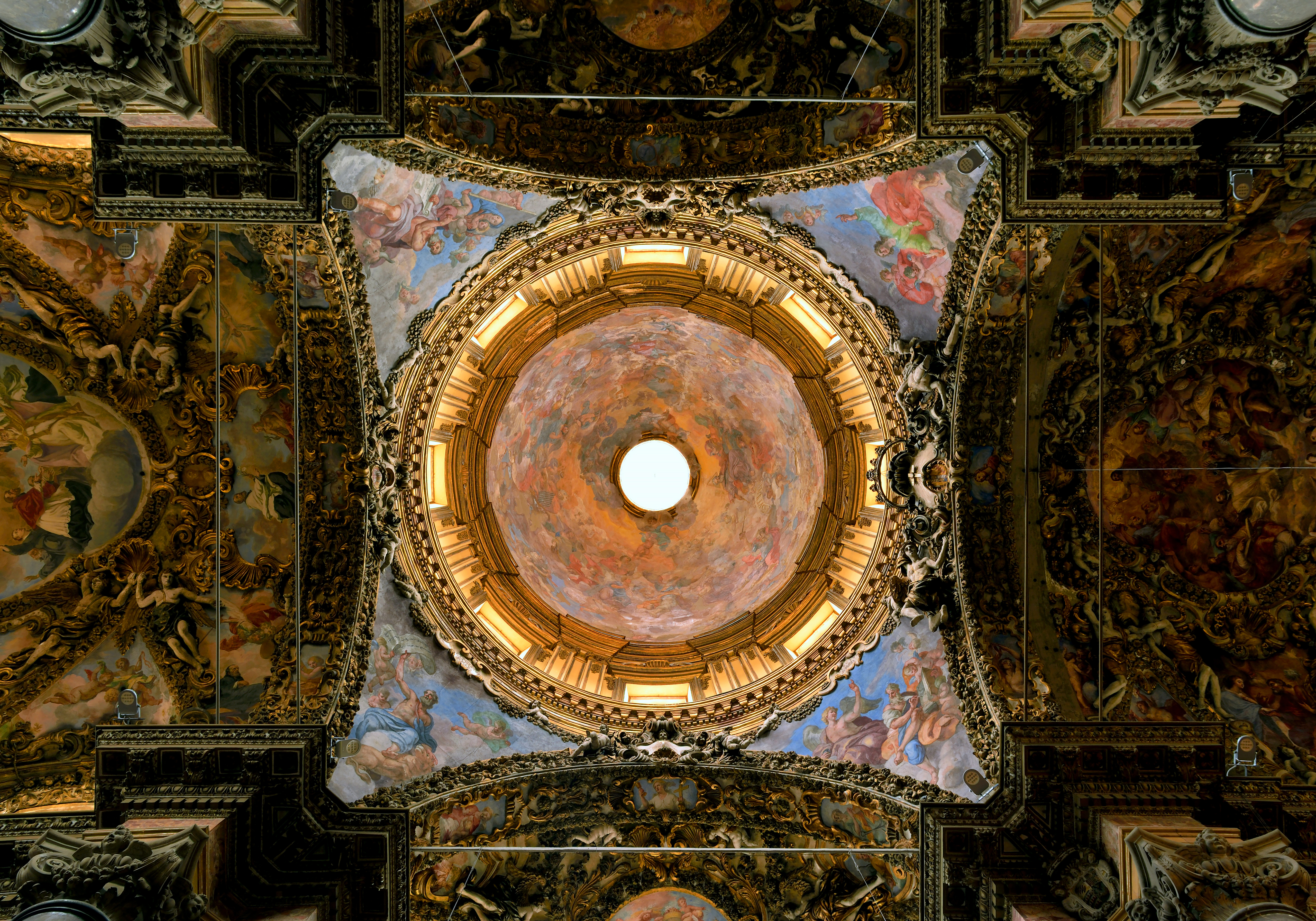
Cupola

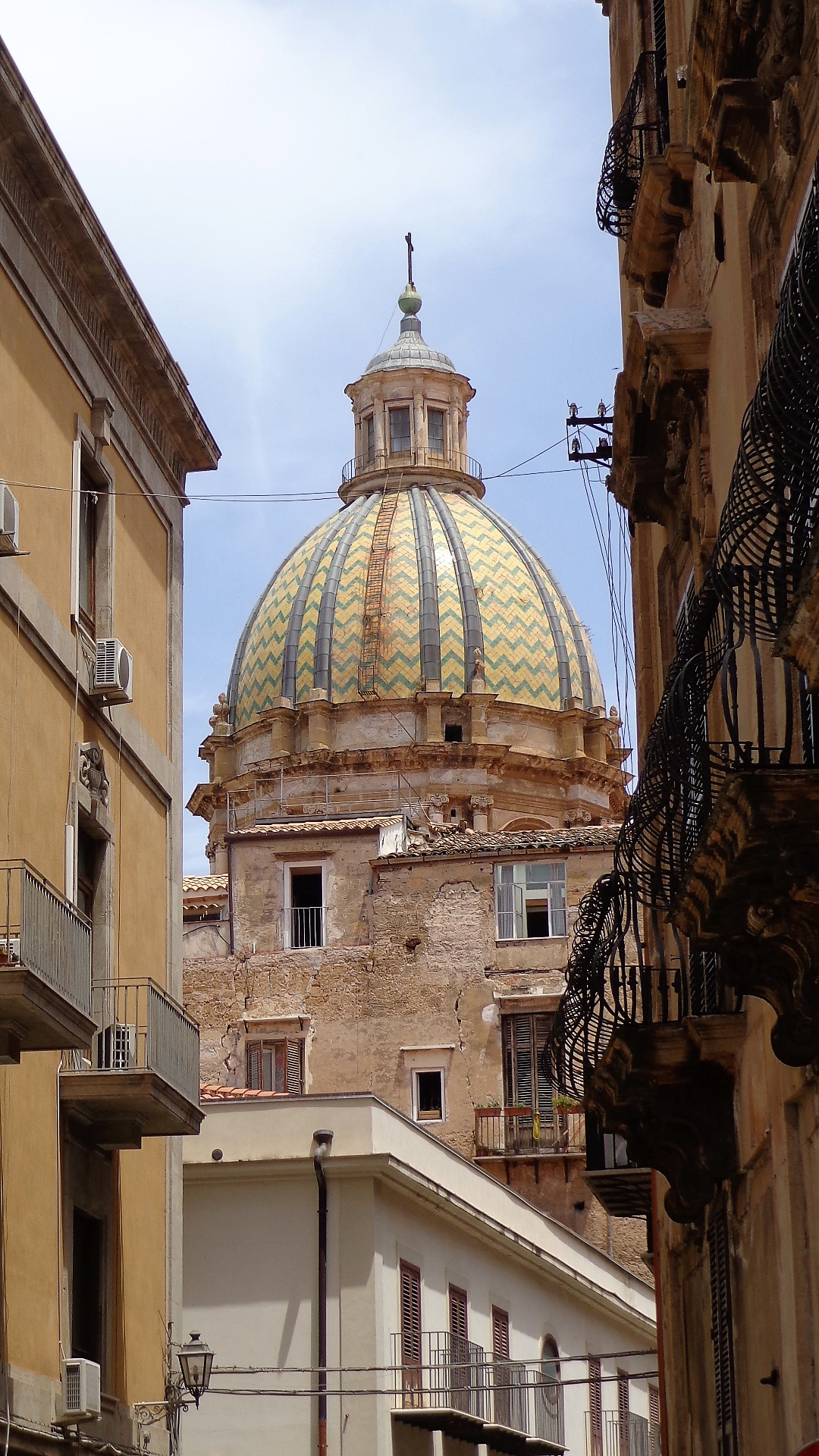
Cupola vista dall'Albergheria

Nel 1563 il ceto dei Falegnami attestato presso la chiesa di Sant'Elia dei Latini (chiesa di Sant'Elia di Filingeri) fu obbligato dal governo a trasferirsi presso questo tempio.

### Chiesa della Madonna della Provvidenza
La cripta sotterranea o cimitero o chiesa ipogea, cui si accede dal vestibolo d'ingresso, altrimenti nota come chiesa della Madonna della Provvidenza.
Il sito custodisce la sacra immagine della Madonna della Provvidenza e ospitava il prezioso paliotto argenteo lavorato a sbalzo che oggi si ammira sul fronte dell'altare maggiore del tempio superiore, opera dei maestri cesellatori palermitani.
- Oratorio del Venerdì e del Sabato associazione costituitasi presso la chiesa della Madonna della Provvidenza.[18]

### Oratorio di San Giuseppe dei Falegnami
- Congregazione di Gesù, Giuseppe e Maria, primitiva associazione.
- Congregazione dei Servi del Santissimo Sacramento ed Immacolata Concezione sotto il titolo della «Elevazione delle Quaranta Ore».
- 1499, Confraternita di San Giuseppe dei Falegnami, associazione con sede presso l'Oratorio.
- Congregazione dei Falegnami.

Del ciclo di affreschi di Pietro Novelli del 1628 alcuni frammenti superstiti sono stati trasportati su tela e custoditi nella Galleria regionale di Palazzo Abatellis di Palermo.

### Oratorio della Madonna del Fervore
L'oratorio fa riferimento alla Congregazione della Madonna del Fervore, sodalizio formato da ecclesiastici e laici. Originariamente era noto sotto il titolo del «Santissimo Crocifisso». La Madonna del Fervore era raffigurata in una tela settecentesca, oggi custodita al Museo diocesano. L'aula presenta una decorazione a stucco ottocentesca a motivi fitomorfici, mentre la volta è decorata con un affresco settecentesco raffigurante l'Esaltazione della Croce, opera che prosegue in due scomparti minori nella parte del presbiterio, il cui impianto pittorico è in parte rovinato e irrimediabilmente perduto.

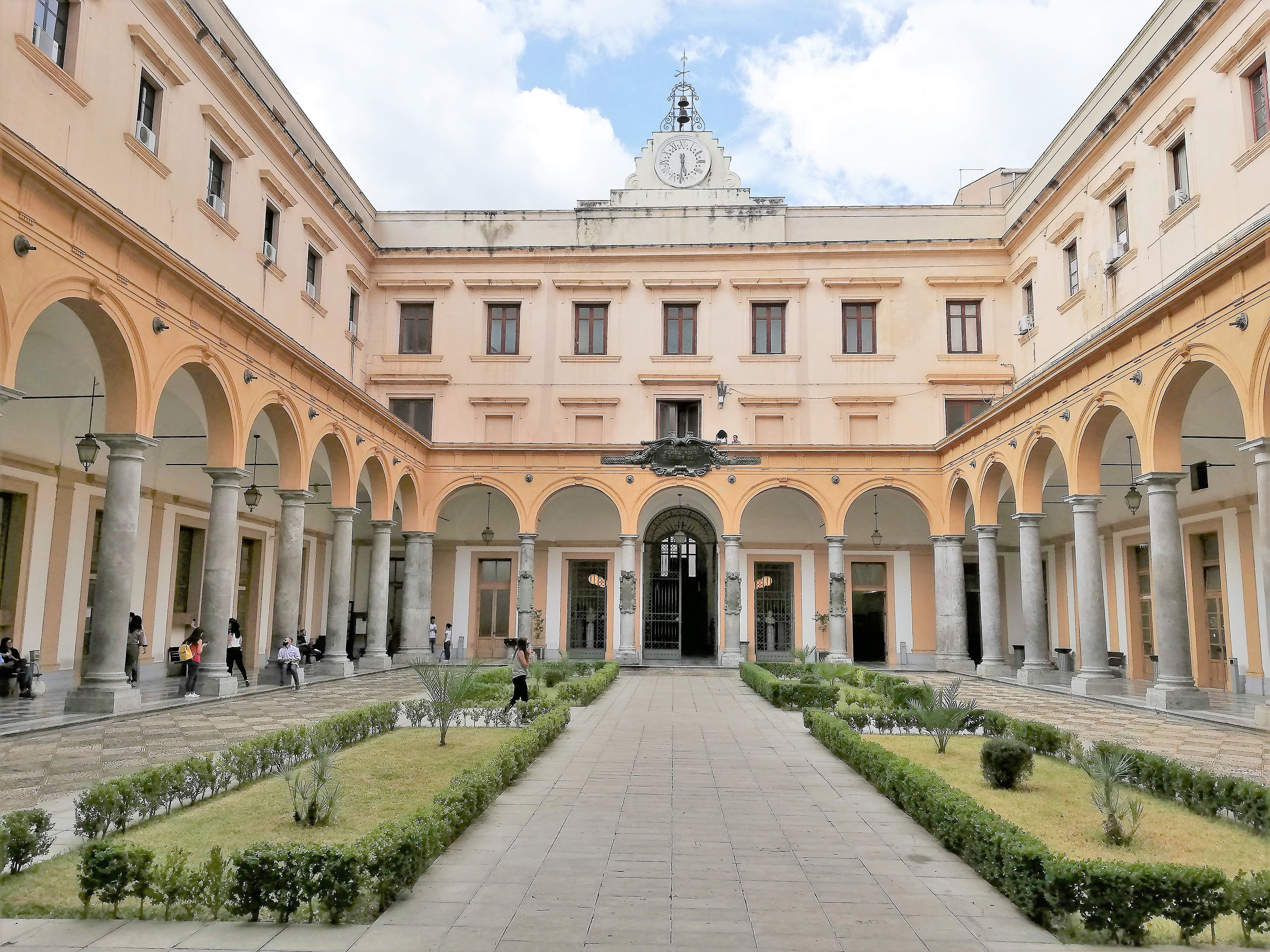
Casa dei Teatini

### Casa dei Padri Teatini
Il vicolo Giuseppe D'Alessi separa la chiesa dall'ex Casa dei Padri Teatini. Dal 1805 l'edificio è sede dell'Università di Palermo, oggi della Facoltà di Giurisprudenza. Qui i Teatini dimorarono per quasi due secoli per trasferirsi in seguito presso il Convento della Catena sul Cassaro, quest'ultimo oggi divenuto prestigiosa sede dell'Archivio storico di Stato.
La struttura era collegata alla chiesa tramite archiponti stesi su vicolo D'Alessi. La costruzione presenta un grande chiostro dall'imponente colonnato dorico con archi a tutto sesto con volte a crociera. L'impianto rettangolare presenta portici di 5 arcate su lati minori e 9 arcate lungo lo sviluppo maggiore sull'asse E - W.
- Oratorio della Congregazione della Sciabica, luogo di culto ubicato nel chiostro.[20]

Con lascito testamentario del 1814, Giuseppe Emanuele Ventimiglia, Principe di Belmonte, costituì il nucleo iniziale della Quadreria della Regia Università, prima raccolta pubblica palermitana. Una collezione di 53 dipinti oggi transitati, dopo vari trasferimenti, nelle sale di Galleria Regionale della Sicilia di «Palazzo Abatellis».
Dopo l'emanazione delle leggi eversive il patrimonio librario confluì nelle strutture della Biblioteca comunale di Casa Professa.

## Congregazioni
- Congregazione della Pescagione[19]
- Congregazione della Sciabica sotto il titolo «Servi o Schiavi di Maria», associazione costituitasi del 1609.[20]

## Festività
- Gennaio, seconda domenica dopo l'Epifania. "Festa della Madonna della Provvidenza" documentata.[20] La celebrazione dei tradizionali sette mercoledì precedevano la festa della Madonna della Provvidenza. Vigeva l'usanza di benedire delle nocciole offerte alla Vergine e in seguito girate ai devoti.

## Galleria d'immagini

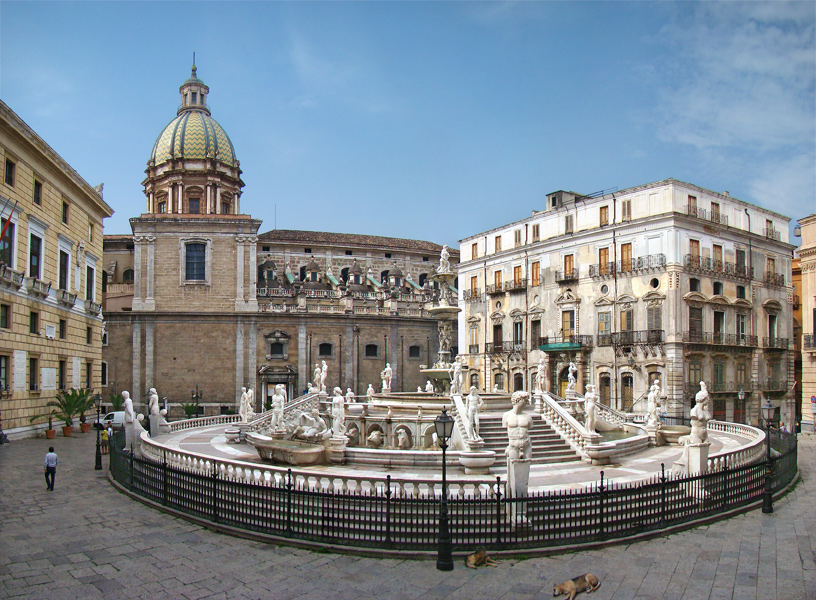
Panoramica
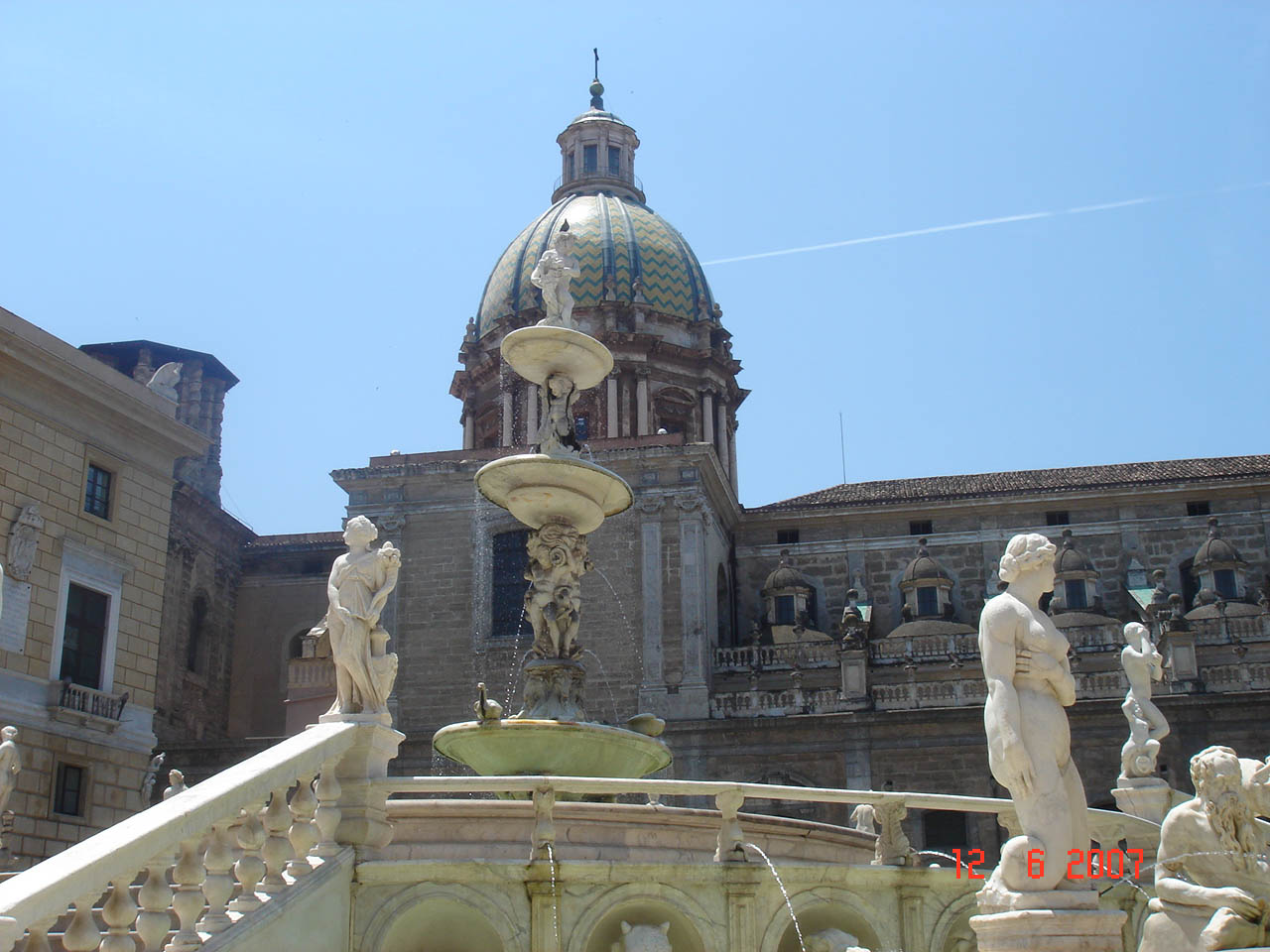
Panoramica
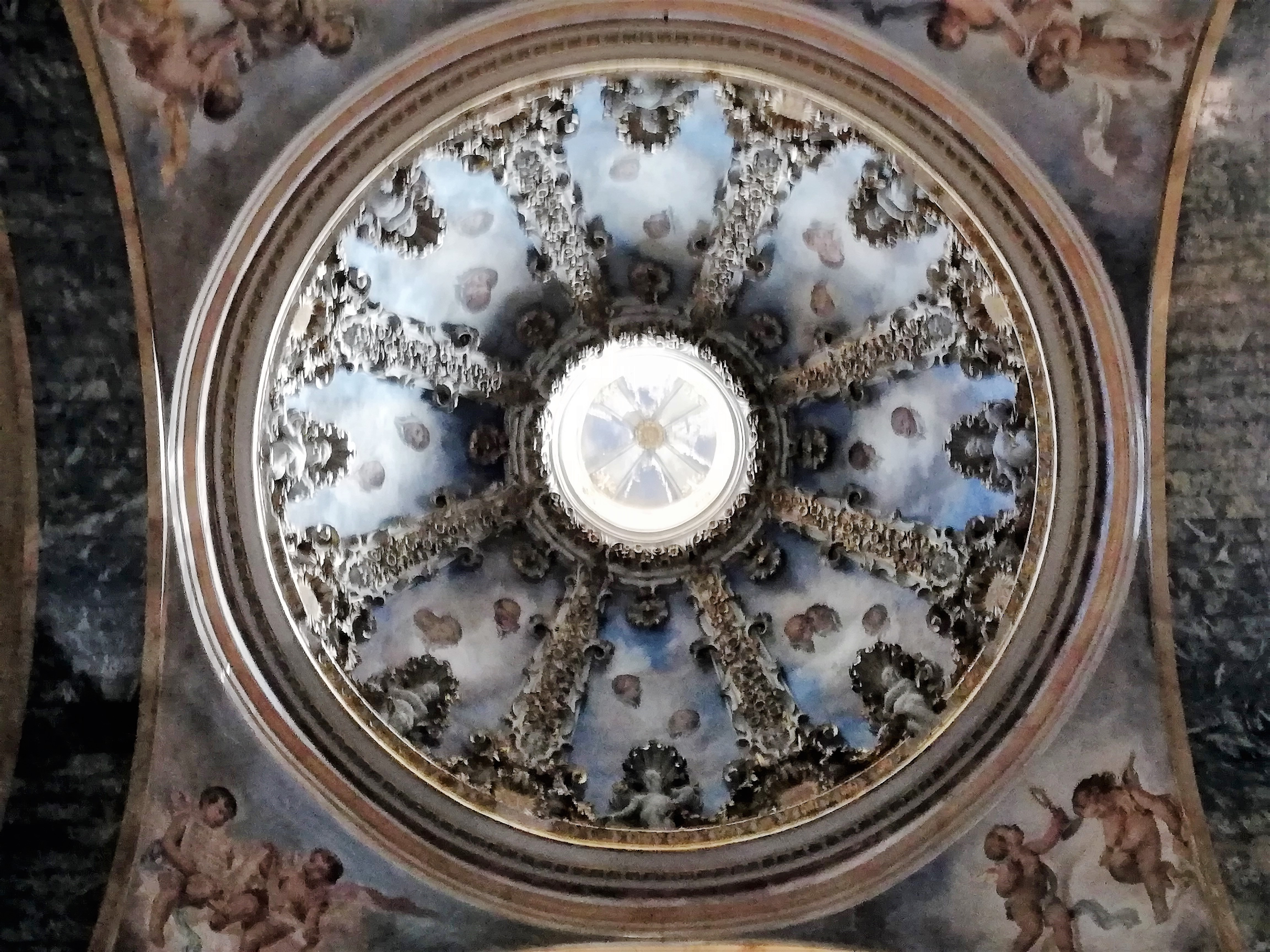
Decorazione cupolette
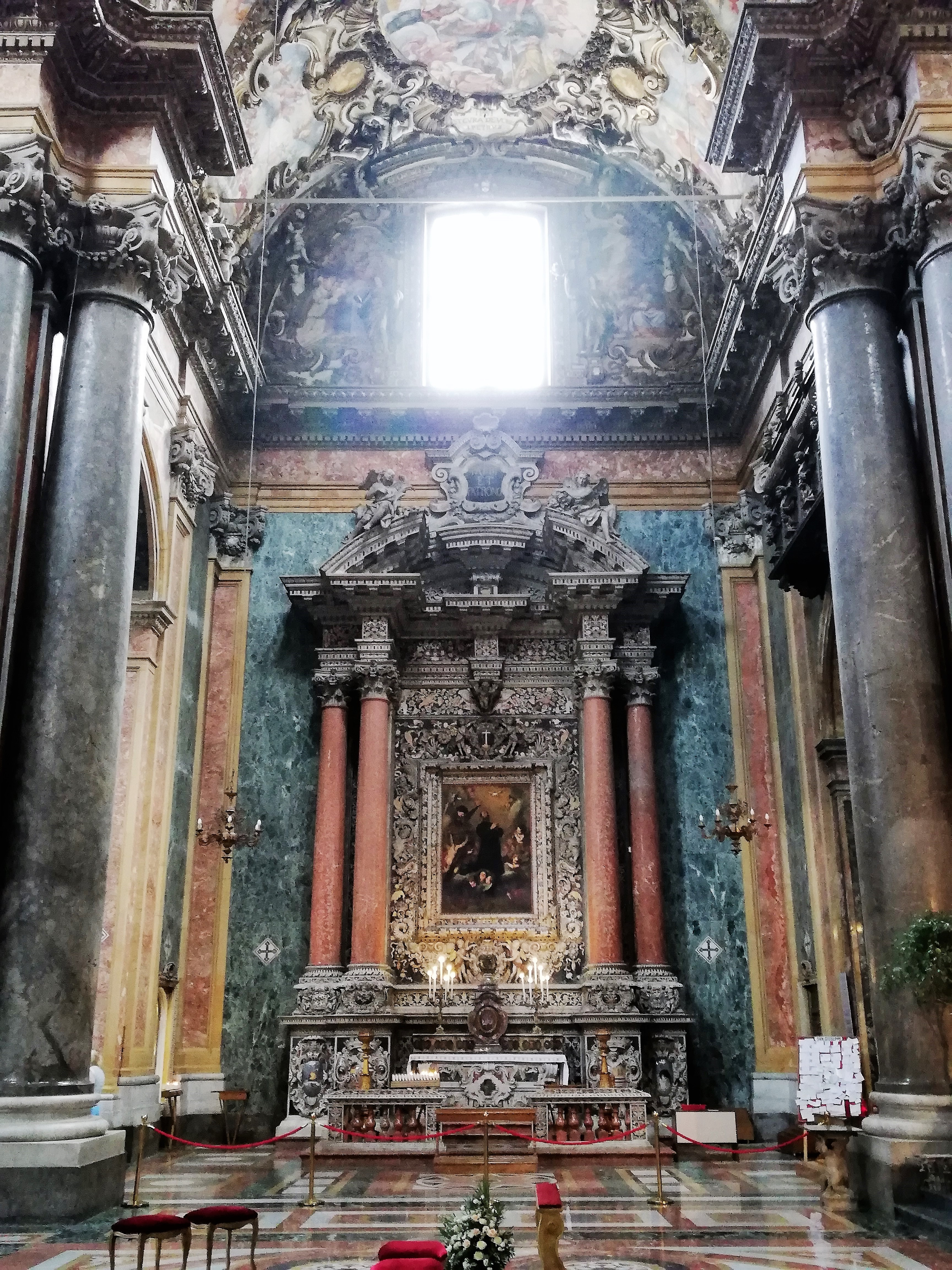
Cappella di San Gaetano
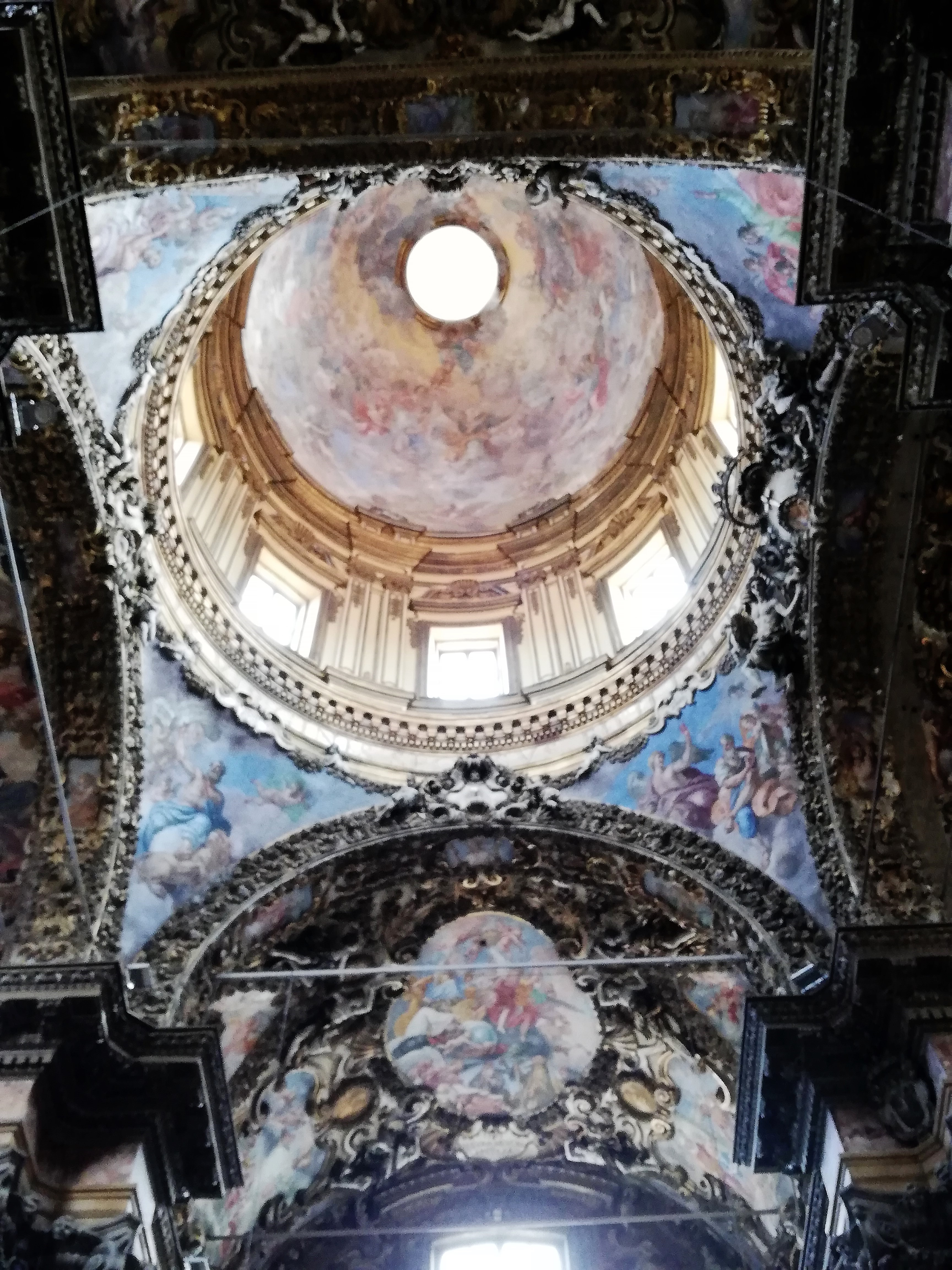
Crociera
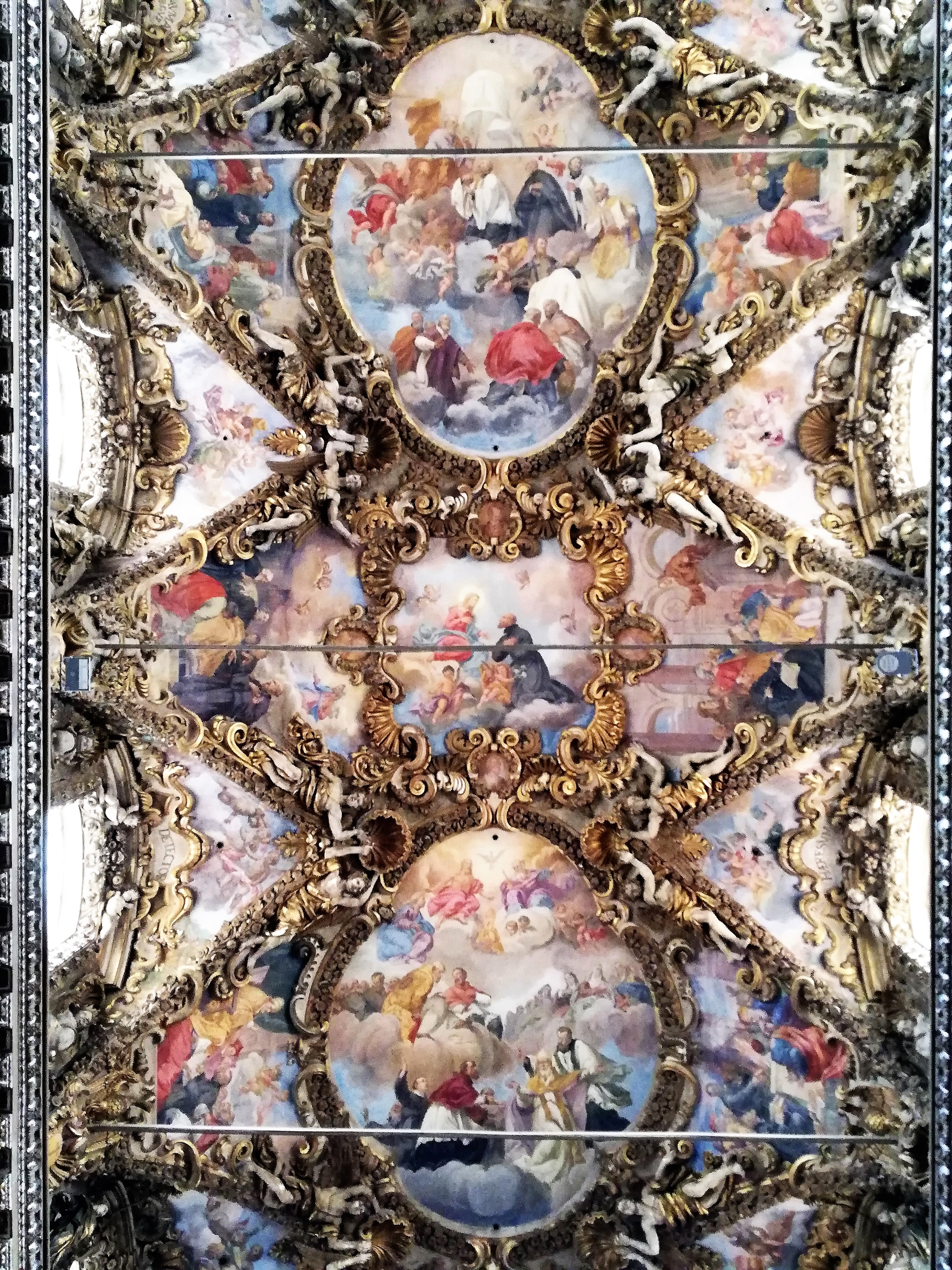
Dettaglio affreschi volta
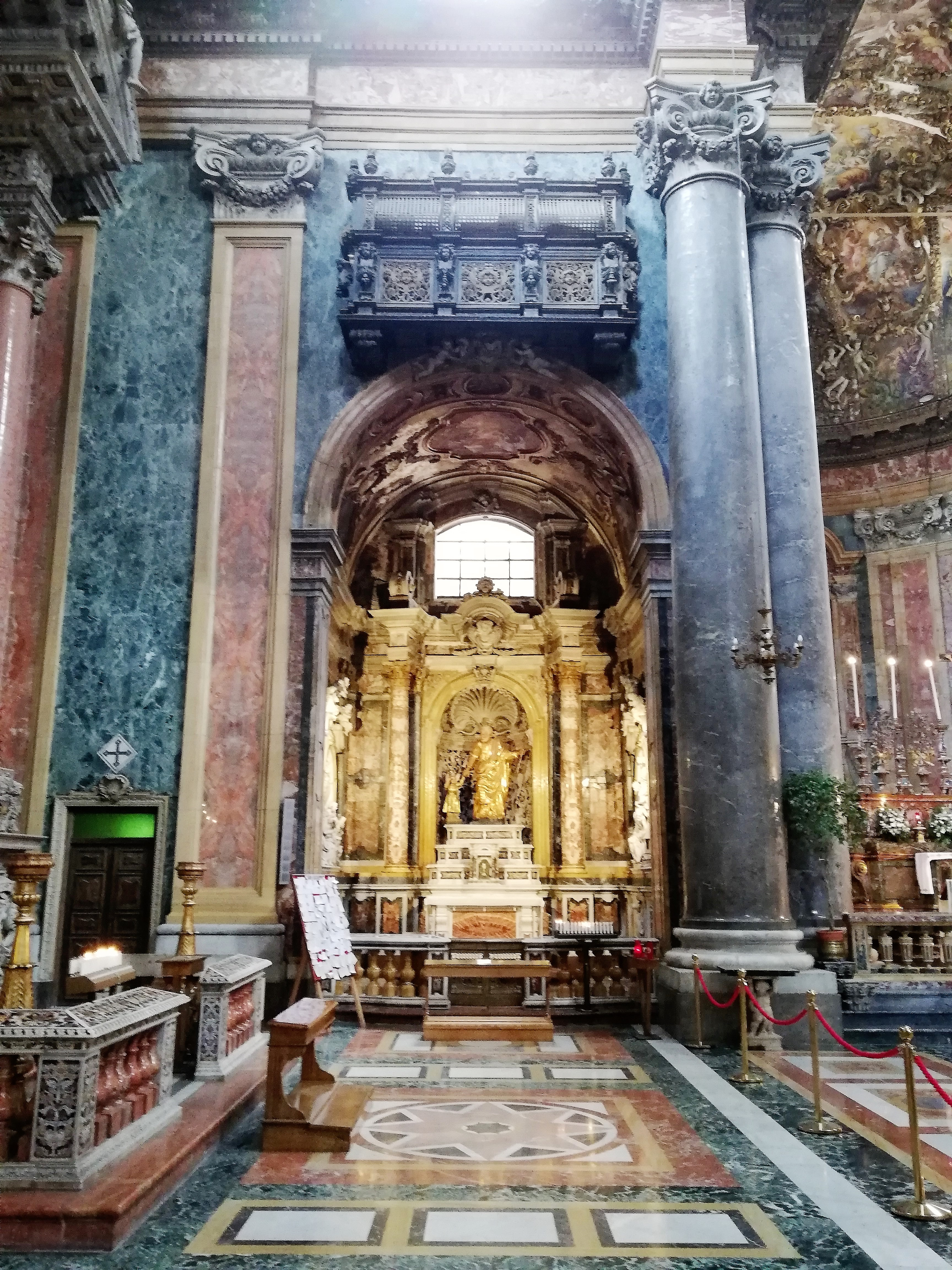
Absidiola di San Giuseppe
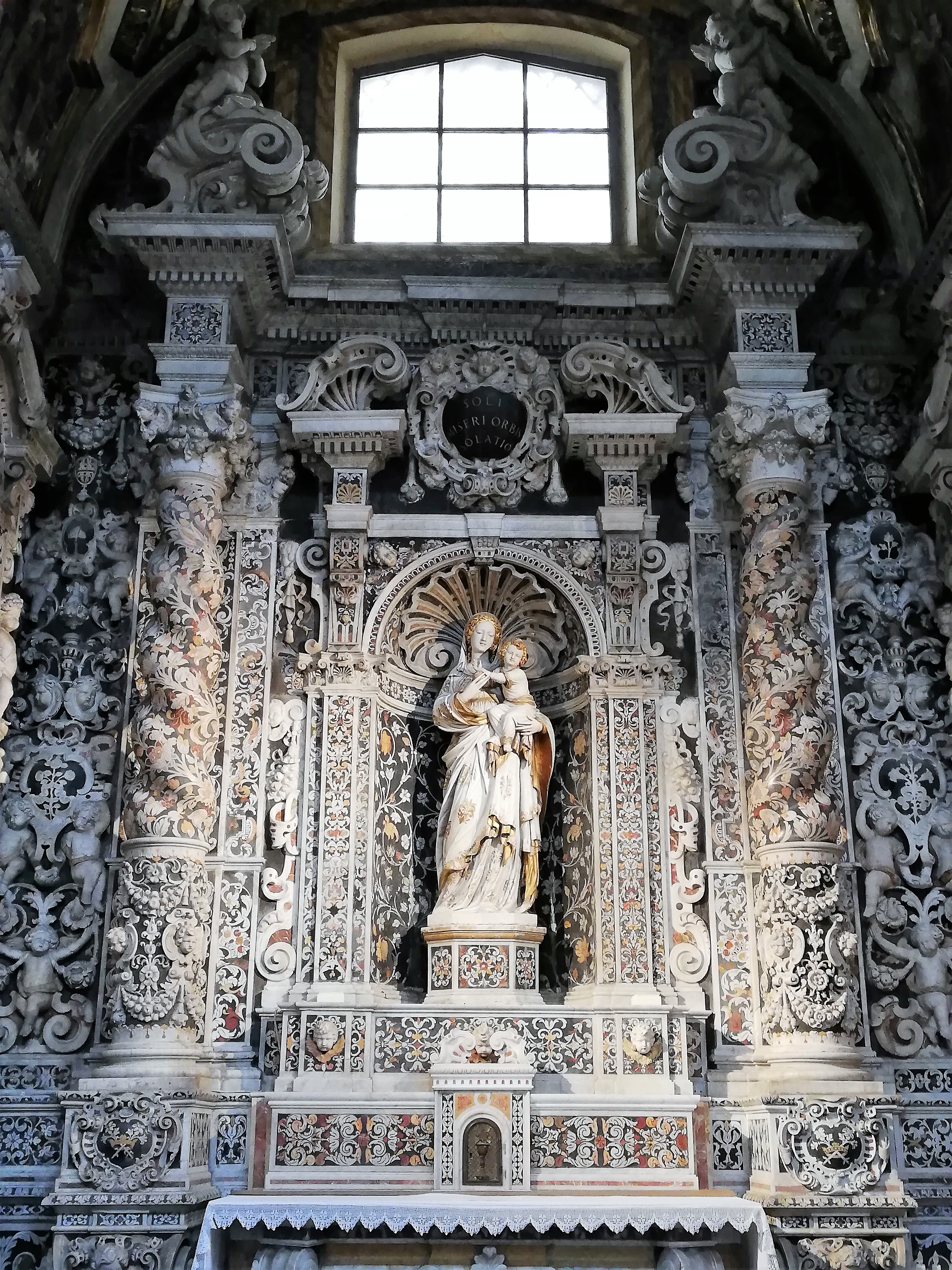
Altare con statua di Gagini
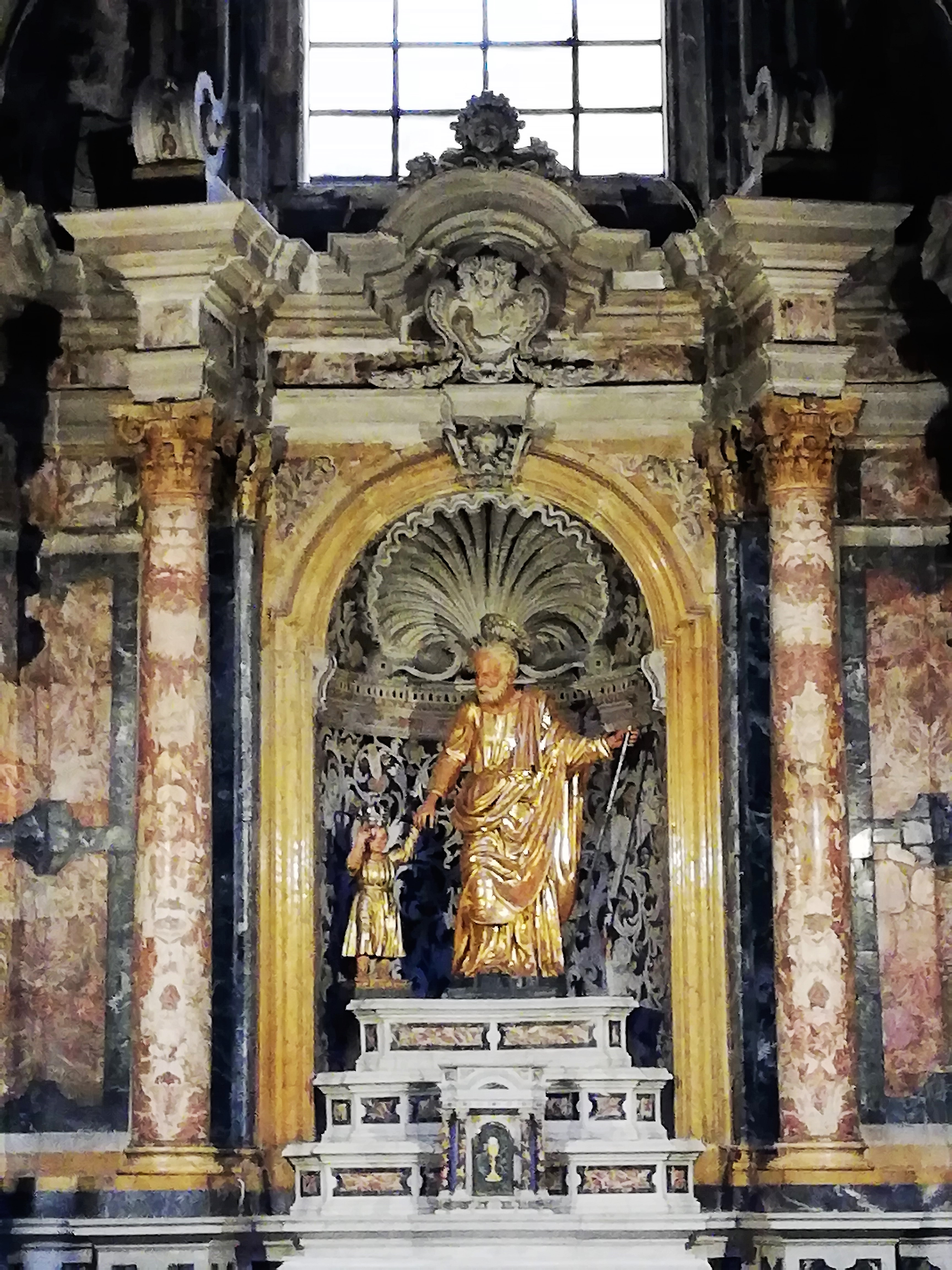
Absidiola sx, Cappella di San Giuseppe
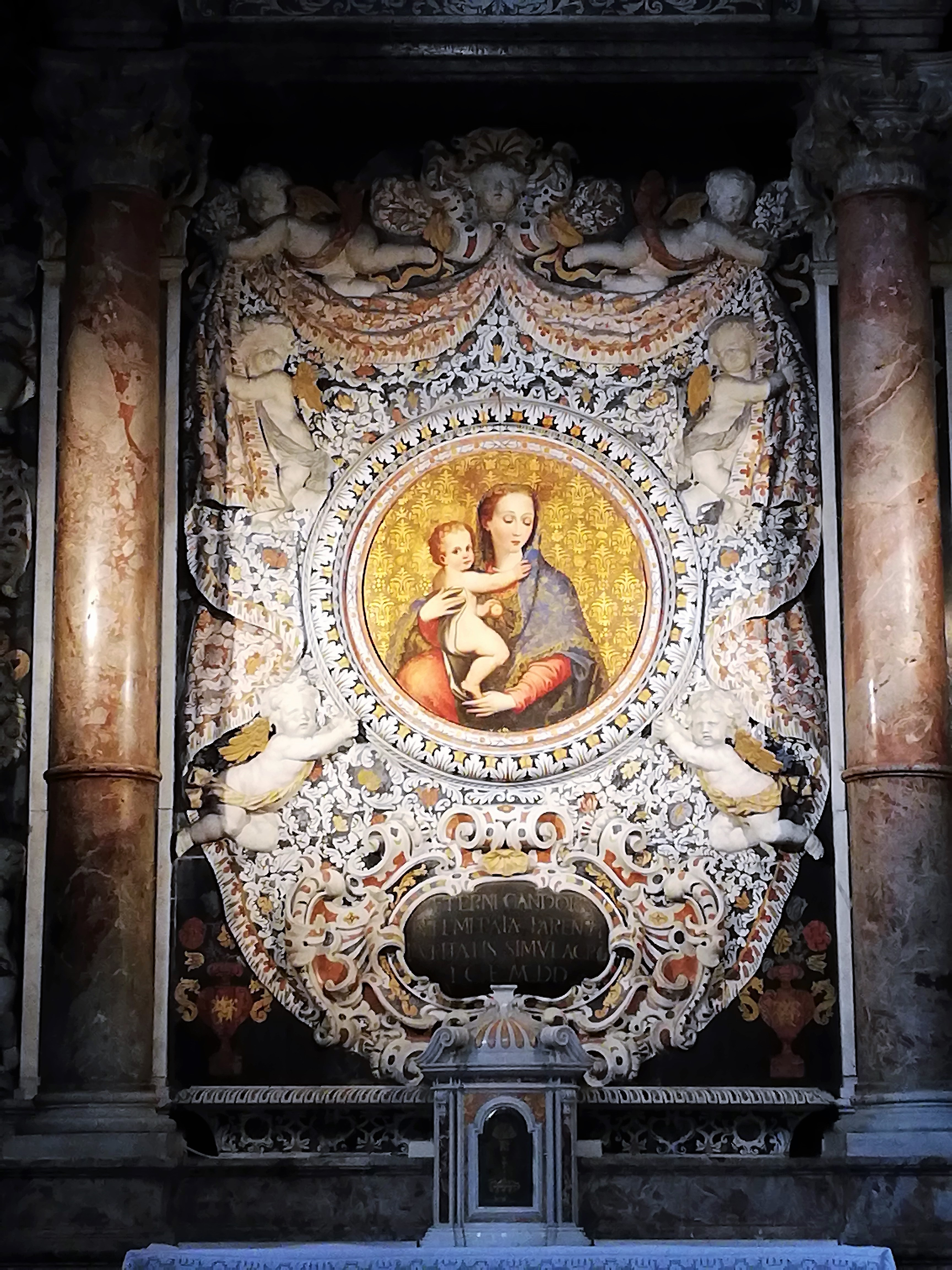
Altare della Purità
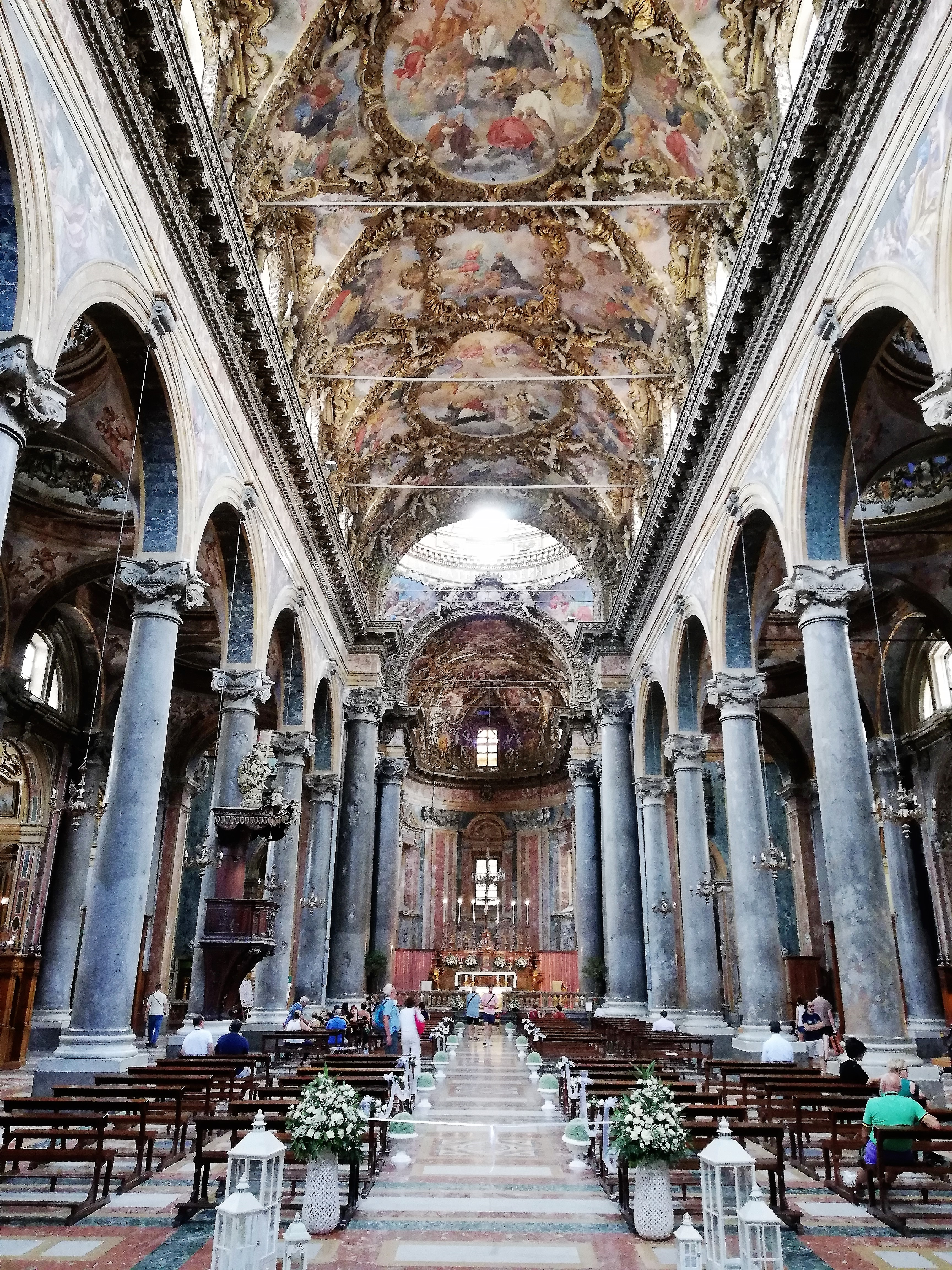
Navata centrale
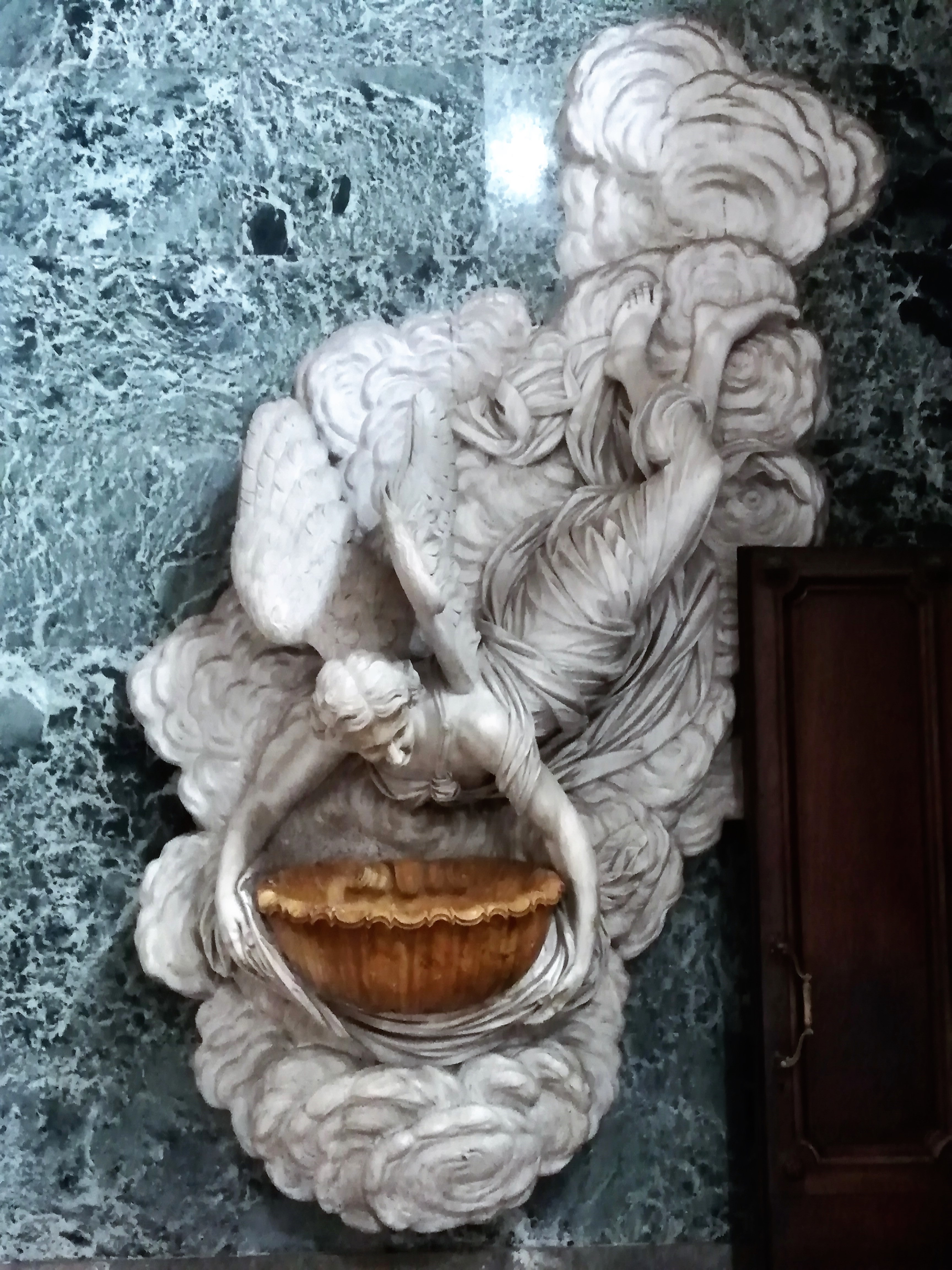
Acquasantiera